# Lepistemon verdcourtii
Lepistemon verdcourtii är en vindeväxtart som beskrevs av P. Mathew och S.D. Biju. Lepistemon verdcourtii ingår i släktet Lepistemon och familjen vindeväxter. Inga underarter finns listade i Catalogue of Life.